# Scoparia nipponalis
Scoparia nipponalis là một loài bướm đêm trong họ Crambidae.